# 사카이데시
사카이데시(일본어: 坂出市)는 일본 가가와현 북부의 거의 중앙에 있는 시이다.
세토 내해와 접하고 세토 대교의 시코쿠 쪽 관문에 해당한다. 연안부에는 일찍이 염전도 있었지만 염업 정리로 사라졌다. 염전 폐지 전후로 반노스 공업지대, 하야시다 공업지대 등이 조성되어 연안부에는 공업지대가 펼쳐진다.

## 지리
세토 내해와 접한 북부에는 매립지·간척지가 있어 평탄하다. 북동부에는 다카마쓰시와 걸쳐 있는 구릉인 고시키다이(五色台)가 있으며 남부도 구릉지대이다. 세토 내해에는 세토 대교가 통과하는 요시마섬·히쓰이시섬 등 시와쿠쇼섬에 속하는 크고 작은 섬들이 점재하고 반노스 공업지대의 매립 조성으로 세이섬과 샤미섬은 육지와 이어져 있다.

## 역사
- 1890년 2월 15일 - 정촌제 시행과 함께 아노군 사카이데촌이 정으로 승격해 사카이데정이 되었다.
- 1899년 4월 1일 - 아노군이 우타군과 합병해 아야우타군이 되었다.
- 1936년 6월 1일 - 가나야마촌을 합병 편입하였다.
- 1936년 9월 1일 - 니시노쇼촌을 합병 편입하였다.
- 1942년 7월 1일 - 하야시다촌을 합병 편입해 시로 승격하여 사카이데시가 되었다.
- 1951년 4월 1일 - 가모촌을 합병 편입하였다.
- 1953년 4월 1일 - 요시마촌을 합병 편입하였다.
- 1954년 4월 1일 - 후추촌을 합병 편입하였다.
- 1955년 1월 1일 - 가와쓰촌의 일부를 합병 편입하였다.
- 1956년 7월 1일 - 마쓰야마촌·오고시촌을 합병 편입해 현재의 시역이 되었다.

## 교통

### 철도
- 시코쿠 여객철도 세토오하시선(요산선, 혼시비산선)

### 도로
- 세토 중앙 자동차도(일본어판)
- 다카마쓰 자동차도(일본어판)
- 국도 제11호선
- 국도 제30호선
- 국도 제438호선 (일본)(일본어판)

## 인구
| 연도 | 인구   | ±%    |
| ---- | ------ | ----- |
| 1950 | 66,572 | —     |
| 1960 | 62,142 | −6.7% |
| 1970 | 64,147 | +3.2% |
| 1980 | 66,290 | +3.3% |
| 1990 | 63,876 | −3.6% |
| 2000 | 59,228 | −7.3% |
| 2010 | 55,631 | −6.1% |

## 자매 도시
- 미국 캘리포니아주 소살리토